# Dasyatis colarensis
Dasyatis colarensis es una especie de pez de la familia Dasyatidae en el orden de los Rajiformes.

## Morfología
- Los machos pueden llegar alcanzar los 207 cm de longitud total.[2][3]

## Hábitat
Es un pez de mar y de clima tropical que vive hasta los 6 m de profundidad.

## Distribución geográfica
Se encuentra en el Océano Atlántico suroccidental: el Brasil.

## Observaciones
Es inofensivo para los humanos.